# Tony Jaa
Panom Yeerum (ทัชชกร ยีรัมย์) mais conhecido como Tony Jaa (Surin, 5 de Fevereiro de 1976) é um ator, dublê, coreógrafo de lutas, diretor e artista marcial tailandês. É mais conhecido no ocidente como Tony Jaa, e na Tailândia como Jaa Panom.

## Biografia
Tony Jaa nasceu e cresceu em uma área rural na província de Surin,filho de Rin (nascida Saipetch) e Thongdee Yeerum. Ele é descendente de Kuy e fala tailandês, khmer do norte e Kuy.
Em sua juventude, Jaa assistia a filmes de Bruce Lee, Jackie Chan e Jet Li nas feiras do templo, que foram sua inspiração para aprender artes marciais. Ele foi tão inspirado por eles que enquanto ele estava fazendo tarefas ou brincando com amigos, ele imitava os movimentos de artes marciais que ele tinha visto, praticando no arrozal de seu pai.
"O que eles, Chan, Lee e Li fizeram foi tão lindo, tão heróico que eu também queria", disse Jaa à Time em uma entrevista em 2004. "Eu pratiquei até que eu pudesse fazer o movimento exatamente como eu tinha visto os mestres fazerem isso." 
Jaa começou a treinar Muay Thai no templo local aos 10 anos de idade e aos 15 anos ele pediu para se tornar um protegido do dublê e diretor de filmes de ação Panna Rittikrai. Panna tinha instruído Jaa a frequentar a Faculdade de Educação Física Maha Sarakham na Província de Maha Sarakham, da qual se formou em bacharelado. Tony Jaa tem um recorde de Muay Thai de 5 vitórias e 0 derrotas.

## Carreira
Trabalho de acrobacias
Tony trabalhou inicialmente como dublê do Muay Thai Stunt por 14 anos, aparecendo em muitos dos filmes de Panna. Ele dublou para Sammo Hung quando o ator de artes marciais fez um comercial para uma bebida energética que exigia que ele agarrasse as presas de um elefante e desse um salto mortal para as costas do elefante. Ele também foi um dublê na série de televisão Insee Daeng (Red Eagle).
2003–2008
Em 2006 Panna e Jaa se interessaram pelo Muay Boran, o antecessor do Muay Thai, e trabalharam e treinaram durante quatro anos na arte com a intenção de desenvolver um filme sobre o assunto. Eventualmente, eles puderam montar um pequeno filme mostrando o que Jaa poderia fazer com a ajuda do instrutor Grandmaster Mark Harris. Uma das pessoas que eles mostraram foi a produtora e diretora Prachya Pinkaew.
Isso levou a Ong-Bak: Muay Thai Warrior em 2003, o papel de destaque de Jaa como protagonista. Jaa fez todas as acrobacias sem assistência mecânica ou efeitos gerados por computador e exibiu seu estilo de acrobacias extremas e movimentos rápidos e dançantes. Lesões sofridas nas filmagens incluíram uma lesão no ligamento e uma torção no tornozelo. Uma cena do filme envolvia brigar com outro ator enquanto suas próprias calças estavam em chamas. "Eu realmente me queimei", disse ele em uma entrevista em 2005. "Eu realmente tive que me concentrar porque uma vez que minhas calças estavam em chamas, as chamas se espalharam muito rápido e queimaram minhas sobrancelhas, meus cílios e meu nariz. Então nós tivemos que fazer mais alguns takes para acertar." [10]
Seu segundo grande filme foi Tom-Yum-Goong (O Protetor nos EUA), em homenagem a Tom Yum Soup, que incluiu um estilo de Muay Thai que imita os elefantes.
Em agosto de 2006, ele estava em Nova York para promover o lançamento do The Protector nos EUA, incluindo uma aparição no Museu da Imagem em Movimento.
A Sahamongkol Film International anunciou que o terceiro filme de Tony Jaa se chamaria Sword ou Daab Atamas, sobre a arte da luta tailandesa de duas espadas (daab song mue), com um roteiro de Prapas Chonsalanont. Mas devido a um desentendimento entre Prachya e Jaa, que nenhum dos dois comentou publicamente, Sword foi cancelado. 
Em março de 2006, foi relatado que haveria uma seqüência de Ong-Bak, Ong-Bak 2. Com Jaa dirigindo e estrelando, começou a pré-produção no outono de 2006 e foi lançado em dezembro de 2008. 
Os filmes de Jaa chamaram a atenção de seu herói, Jackie Chan, que pediu ao diretor Brett Ratner para escalar Jaa na Hora do Rush 3. "Eu dei ao diretor vídeos de Tony Jaa porque eu acho que Tony Jaa é o mais completo de todas as estrelas de ação", Chan disse à Associated Press. "O diretor gostava muito dele", disse Chan. No entanto, Jaa disse que ele seria incapaz de participar por causa do agendamento de conflitos com as filmagens enquanto ele e Amogelang estavam trabalhando em Ong-Bak 2.

## Filmografia
| Ano  | Título original                | Papel          | Observações                            |  |
| 1994 | Plook Mun Kuen Ma Kah 4        |                |                                        |  |
| 1996 | Mortal Kombat: Annihilation    |                | como Dublê de Robin Shou e James Remar |  |
| 1996 | Puen Hode                      |                |                                        |  |
| 1996 | Nuk Soo Dane Song Kram         |                |                                        |  |
| 2000 | Bangrajan                      | Dan            |                                        |  |
| 2001 | Nuk Leng Klong Yao             |                |                                        |  |
| 2003 | Ong Bak                        | Ting           |                                        |  |
| 2004 | The Bodyguard                  | Ele mesmo      | Participação Especial                  |  |
| 2005 | Tom yum goong                  | Kham           |                                        |  |
| 2007 | The Bodyguard 2                | Ele mesmo      | Participação Especial                  |  |
| 2008 | Ong Bak 2                      | Tien           | Atuação e Direção                      |  |
| 2010 | Ong Bak 3                      | Tien           |                                        |  |
| 2013 | Tom Yum Goong 2                | Kham           |                                        |  |
| 2014 | Skin Trade                     | Tony Vitayakul | Primeiro filme em Hollywood            |  |
| 2015 | Fast & Furious 7               | Louie Tran     |                                        |  |
| 2015 | Skin Trade                     | Tony Vitayakul |                                        |  |
| 2015 | Kickboxer                      | Xian Chow      |                                        |  |
| 2016 | Never Back Down: No Surrender  | Ele mesmo      |                                        |  |
| 2017 | xXx: The Return of Xander Cage | Talon          |                                        |  |
| 2020 | Monster Hunter                 | O Caçador      |                                        |  |
| 2023 | Expend4bles                    | Decha          |                                        |  |